# Miguel G. Tejera
Miguel G. Tejera (Caracas, Veneçuela, 20 de març de 1848 - París, França, 22 de febrer de 1902) fou un escriptor, polític i diplomàtic veneçolà, germà del poeta i escriptor Felipe Tejera (1846-1924) i del compositor, Francisco Tejera (1840-1878).
Estudià humanitats en el Col·legi Roscio i el 1875 publicà a París El Mundo ilustrado, així com les obres Venezuela pintoresca è il·lustrada, premiada pel Govern veneçolà amb medalla d'or, i la Gran Carta geogràfica de Venezuela, segons l'antiga de Codazzi.
Tornat a Caracas, desenvolupà diversos càrrecs oficials, i el 1880 fou nomenat president de la Comissió de límits amb el Brasil i després ministre d'Obres públiques. Més tard fou encarregat de Negocis de Veneçuela en el Brasil, el 1882 plenipotenciari en el Congrés de Panamà i després ministre d'Obres públiques per segona vegada.
Va pertànyer a un gran nombre de societats científiques i literàries, tant al seu país com a l'estranger. Per la seva cultura i per la importància de les seves obres, Tejera està conceptuat com una de les més solides autoritats del seu país.
A més de les ja mencionades se li deuen:
- Compendio de Historia de Venezuela, (París, 1875);
- Historia documentada del general Francisco Miranda, que només es publicà en part;
- Biografia del general San Martín (París, 1875);
- Estudio sobre el ferrocarril de Carenero à Caracas (Caracas, 1879);
- Prosa y verso (Barcelona, 1889)
- Origen y constitució mecánica del mundo (Barcelona, 1889).